# Giulia Valleriani
Giulia Valleriani (21 ottobre 2004) è una sciatrice alpina italiana.

## Biografia
Specialista delle prove tecniche originaria di Latina e attiva dal novembre del 2020, Giulia Valleriani ha esordito in Coppa Europa il 13 dicembre 2022 a Ponte di Legno in slalom gigante (33ª) e ai successivi Mondiali juniores di Sankt Anton am Arlberg 2023 ha vinto la medaglia d'argento nella gara a squadre; ha debuttato in Coppa del Mondo il 14 gennaio 2025 a Flachau in slalom speciale, senza completare la prova. Non ha preso parte a rassegne olimpiche o iridate.

## Palmarès

### Mondiali juniores
- 1 medaglia:
  - 1 argento (gara a squadre a Sankt Anton am Arlberg 2023)

### Coppa Europa
- Miglior piazzamento in classifica generale: 111ª nel 2025